# Charles Gitonga
Charles Gitonga  (né le 5 octobre 1971 à Nyeri) est un athlète kényan, spécialiste du 400 mètres.

## Biographie
Il s'adjuge la médaille d'or du relais 4 × 400 mètres durant les Championnats d'Afrique de 1993, à Durban en Afrique du Sud, en compagnie de Simon Kemboi, Simon Kipkemboi et Kennedy Ochieng.
Il remporte la médaille d'or du 400 mètres lors des Jeux du Commonwealth de 1994, à Victoria, en devançant en 45 s 00 l'Anglais Duaine Ladejo et le Nigérian Sunday Bada.
Il est l'actuel détenteur du record du Kenya en salle du 400 m avec le temps de 45 s 98, établi le 19 février 1995 à Liévin. Son record personnel en extérieur de 44 s 20 date de 1996.

### Palmarès
| Date | Compétition            | Lieu     | Résultat | Épreuve   | Performance   |
| ---- | ---------------------- | -------- | -------- | --------- | ------------- |
| 1991 | Championnats du monde  | Tokyo    | 5e       | 4 × 400 m | 3 min 00 s 34 |
| 1993 | Championnats d'Afrique | Durban   | 1er      | 4 × 400 m | 3 min 03 s 10 |
| 1994 | Jeux du Commonwealth   | Victoria | 1er      | 400 m     | 45 s 00       |

### Records
| Épreuve | Épreuve   | Performance  | Lieu    | Date            |
| ------- | --------- | ------------ | ------- | --------------- |
| 400 m   | Plein air | 44 s 20      | Nairobi | 28 juin 1996    |
| 400 m   | Salle     | 45 s 98 (RN) | Liévin  | 19 février 1995 |